# Jošino (řeka)
Jošino (japonsky 吉野川) je největší řeka na ostrově Šikoku v Japonsku. Protéká prefekturami Kóči a Tokušima. Je 236 km dlouhá.

## Průběh toku
Pramení v centrální části ostrova v prefektuře Ehime na jižních[zdroj⁠?!] svazích hřbetu hory Kamegamori (瓶ヶ森) v pohoří Išizuči (石鎚山脈). Teče převážně v horách. Ústí do průlivu Kii (Tichý oceán), přičemž vytváří deltu.

## Vodní stav
Řeka má monzunový režim.

## Využití
Využívá se na zavlažování (dolní tok) a k zisku vodní energie. Do vzdálenosti 70 km je možná vodní doprava pro lodě s malým ponorem. Na řece leží město Tokušima.